# شئربئک
شهر شئربئک یا اسکاربئک (به فرانسوی: Schaerbeek) در شهرستان بروسل در منطقه بروکسل در کشور بلژیک واقع شده‌است.